# Herman Woorts
Herman Willebrordus Woorts (ur. 12 listopada 1963 w Abcoude) – holenderski duchowny rzymskokatolicki, biskup pomocniczy Utrechtu od 2010.

## Życiorys
Święcenia kapłańskie otrzymał 22 lutego 1992 z rąk kardynała Adrianusa Simonisa. Inkardynowany do archidiecezji utrechckiej, przez wiele lat pracował jako duszpasterz parafialny. W lutym 2009 został mianowany wikariuszem biskupim ds. liturgii oraz wikariuszem dla rejonu utrechckiego.
7 grudnia 2009 papież Benedykt XVI mianował go biskupem pomocniczym archidiecezji utrechckiej, ze stolicą tytularną Giufi Salaria. Sakry biskupiej udzielił mu abp Willem Jacobus Eijk.